# Niagara: Miracles, Myths and Magic
Niagara: Miracles, Myths and Magic (coneguda com a Niagara: Legends of Adventure per a projeccions digitals) és una pel·lícula IMAX del 1986 dirigida i produït per Kieth Merrill.

## Visió general
La pel·lícula, que actualment es mostra cada 45 minuts cada dia al cantó estatunidenc i canadenc de la frontera de les Cascades del Niàgara, mostra la història de les Cascades del Niàgara des de les primeres llegendes. La pel·lícula també mostra la creació i la història dels vaixells Maid of the Mist.
Al Canadà, la pel·lícula es projecta actualment al Greg Frewin Theatre Centre. Originalment es va projectar al teatre IMAX de les Cascades del Niàgara entre 1987 i 2020, que va comptar amb projecció de pel·lícules de 70 mm en una pantalla ampla de 25 metres. El teatre va representar exclusivament Niagara: Miracles, Myths and Magic al públic en general, tot i que el 5 de juny de 1998 va acollir una projecció de gala de Titanic amb el director James Cameron. Al 27 d'octubre de 2020, el teatre va tancar al públic i es va enderrocar el maig de 2022. El 24 d'agost de 2022, la pel·lícula va ser rebatejada com a "Niagara: Legends of Adventure" i es va traslladar al Greg Frewin Theatre Centre. Aquest local utilitza la projecció digital 4K en una pantalla ampla de 13,63 metres, donant com a resultat una imatge més petita en comparació amb la sala IMAX original.
Als Estats Units, la pel·lícula es reprodueix al Thunder Theatre Cafe mitjançant projecció digital.

## Repartiment
Part de l'enfocament de la pel·lícula són les persones que van lluitar contra les cascades, com ara un funambulista, un genet de barril i aquells que tenen la mala sort de submergir-se accidentalment sobre les cascades. A la pel·lícula apareixen actors que interpreten Annie Edson Taylor, Roger Woodward i Charles Blondin (interpretat per Philippe Petit).